# Djehuti (Pharao)
Djehuti war ein altägyptischer König (Pharao) der 13., 16. oder 17. Dynastie (Zweite Zwischenzeit) und regierte in der Zeit zwischen 1700 und 1550 v. Chr.

## Belege
Der Thronname des Djehuti ist auf der Königsliste von Karnak zu finden. Ein Kanopenkasten mit seinem Namen, jedoch der Königin Mentuhotep gewidmet, wurde um 1822 in Dra Abu el-Naga gefunden und befindet sich jetzt im Museum Berlin. Auch der Sarg der Königin war 1832 noch bekannt, ist allerdings mittlerweile verloren gegangen und nur die Kopien der Inschriften liegen noch vor. Aus dem Umfeld des Horus-Tempels von Edfu stammen einige Blöcke mit den Eigen-, Thron-, Gold- und Horus-Namen des Djehuti. Bei Deir el-Ballas fand sich ein Block mit seinem Thron- und Eigennamen.

## Einordnung
Jürgen von Beckerath setzt diesen König an den Anfang der 17. Dynastie, da er Hans Stock folgend ihn mit Sechemre… im Königspapyrus Turin identifiziert. Dieser Name findet sich auf einem Fragment, das dem Beginn der 17. Dynastie zugeordnet wurde. Claude Vandersleyen und Christina Geisen ordnen ihn dagegen der späten 13. Dynastie zu, Kim S. B. Ryholt hingegen sieht ihn als zweiten König der 16. Dynastie. Er identifiziert ihn auch mit König Sechemre…, vom Königspapyrus Turin, wobei er allerdings in dieser Kolumne Herrscher der 16. Dynastie sieht, wobei Ryholt die 16. Dynastie als thebanisch bezeichnet. Neuerdings gibt es wieder Versuche, ihn in die 13. Dynastie zu setzen, wobei diese Versuche auf der stilistischen Einordnung des Sarges seiner Gemahlin beruhen. Auch dieser Versuch beruht auf unbewiesenen Annahmen. Die genaue Einordnung des Herrschers bleibt daher bisher unsicher.